# 恩贾梅纳—吉布提高速公路
恩贾梅纳 - 吉布提高速公路是非洲横贯公路网的6号公路，由联合国非洲经济委员会（非洲经委会），非洲开发银行（ADB），以及非洲联盟开发，从萨赫勒地区连接到吉布提的吉布提国家海洋端口。